# خوان آنتونیو پیزی
خوان آنتونیو پیزی (به اسپانیایی: Juan Antonio Pizzi) بازیکن سابق و مربی فوتبال اهل اسپانیا که از سال ۱۹۹۴ تا ۱۹۹۸ میلادی عضو تیم ملی فوتبال اسپانیا بوده و در ۲۲ بازی ملی حضور داشته است. او در بازی‌های ملی‌اش ۸ گل به ثمر رساند.
وی پس از آنکه نتوانست با تیم ملی فوتبال شیلی به جام جهانی ۲۰۱۸ روسیه صعود کند از سال ۲۰۱۷ سرمربی تیم ملی عربستان سعودی شد و جای ادگاردو بائوسا را در این تیم گرفت. این مربی آرژانتینی سابقه سرمربیگری در تیم ملی فوتبال عربستان سعودی، تیم ملی فوتبال شیلی و تیم فوتبال الوصل امارات رو در کارنامه دارد. او در دوران بازیگری یک مهاجم کار بلد بود و در اواسط دهه ۹۰ در لالیگا جزو خطرناک‌ترین مهاجمان بود و در فصل ۱۹۹۵/۹۶ که در تنریف حضور داشت با ۳۱ گل زده آقای گل لالیگا شد.